# Yoğunbilek, Arıcak
Yoğunbilek là một xã thuộc huyện Arıcak, tỉnh Elâzığ, Thổ Nhĩ Kỳ. Dân số thời điểm năm 2011 là 1.1 người.